# Lime Rock Railroad
Die Lime Rock Railroad (LR) ist eine ehemalige Eisenbahngesellschaft in Maine (Vereinigte Staaten). Sie wurde am 29. Februar 1864 gegründet und errichtete normalspurige Güterstrecken rund um Rockland, um die zahlreichen Kalköfen und -steinbrüche in diesem Gebiet zu bedienen. Ab 1873 war die Bahngesellschaft in Besitz der Rockland Rockport Lime Company, die der größte Abnehmer von Transportleistungen in diesem Gebiet war. Der erste 14 Kilometer lange Abschnitt wurde 1889 eröffnet. Bis 1897 entstanden weitere sechs Kilometer Anschlussbahnen. Insgesamt elf Brücken wurden für die Strecke errichtet. Obwohl die Bahn als öffentliche Eisenbahn konzessioniert war, fand kein Personenverkehr statt.
1910 standen der Bahn 4 Lokomotiven sowie 436 Güter- und 8 Dienstwagen zur Verfügung. Die Strecken wurden nach und nach stillgelegt, 1925 waren nur noch etwa 10 Kilometer in Betrieb. Der letzte Abschnitt wurde am 23. Mai 1942 stillgelegt.